# Like Someone in Love
Like Someone in Love (укр. Як хтось, хто закоханий) — студійний альбом американської джазової співачки Елли Фіцджеральд, вийшов на лейблі Verve Records у 1957 році. В записі композицій Фецджеральд акомпанував оркестр Френка Деволя.

## Список композицій
| Сторона 1 | Сторона 1                    | Сторона 1                 | Сторона 1         | Сторона 1  |
| #         | Назва                        | Автор слів                | Автор музики      | Тривалість |
| --------- | ---------------------------- | ------------------------- | ----------------- | ---------- |
| 1.        | «There’s a Lull in My Life»  | Мек Гордон                | Гаррі Ревель      | 3:23       |
| 2.        | «More Than You Know»         | Едвард Еліску, Біллі Роуз | Вінсент Юманс     | 3:14       |
| 3.        | «What Will I Tell My Heart?» | Джек Лоуренс              | Ірвінг Гордон     | 3:27       |
| 4.        | «I Never Had a Chance»       | Ірвінг Берлін             | Ірвінг Берлін     | 2:44       |
| 5.        | «Close Your Eyes»            | Берніс Петкір             | Берніс Петкір     | 2:54       |
| 6.        | «We’ll Be Together Again»    | Френкі Лейн               | Карл Т. Фішер     | 3:18       |
| 7.        | «Then I’ll Be Tired Of You»  | Іп Харбург                | Артур Шварц       | 3:10       |
| 8.        | «Like Someone in Love»       | Джонні Берк               | Джиммі Ван Хейзен | 3:07       |
| 25:17     |                              |                           |                   |            |

| Сторона 2 | Сторона 2                          | Сторона 2     | Сторона 2                   | Сторона 2  |
| #         | Назва                              | Автор слів    | Автор музики                | Тривалість |
| --------- | ---------------------------------- | ------------- | --------------------------- | ---------- |
| 9.        | «Midnight Sun»                     | Джонні Мерсер | Лайонел Хемптон, Сонні Берк | 3:54       |
| 10.       | «I Thought About You»              | Джонні Мерсер | Джиммі Ван Хейзен           | 2:51       |
| 11.       | «You’re Blasé»                     | Орд Гамільтон | Брюс Сивір                  | 3:55       |
| 12.       | «Night Wind»                       | Боб Ротберг   | Лью Поллак                  | 3:16       |
| 13.       | «What’s New?»                      | Джонні Берк   | Боб Хаггарт                 | 3:04       |
| 14.       | «Hurry Home»                       | Бадді Берньєр | Джозеф Мейєр                | 4:37       |
| 15.       | «How Long Has This Been Going On?» | Айра Гершвін  | Джордж Гершвін              | 5:48       |
| 27:25     |                                    |               |                             |            |